# William Hoogs
William H. "Bill" Hoogs Jr., né le 3 novembre 1940 à San Francisco et mort le 3 mai 1978  à Berkeley en Californie, est un joueur américain de tennis.

## Palmarès

### En simple
- Internationaux de France : Huitième de finale en 1965 perd contre Toomas Lejus (6-3, 6-3, 4-6, 8-10, 9-7)
- 2 finales : San Joaquim en 1960 et Portland en 1959.

### En double
- Coupe Rogers : Vainqueur en double en 1961

## Décès
En 1968 il subit une amputation de la jambe et décède du cancer en 1978.